# 大橋一夫
大橋 一夫（おおはし かずお、1954年〈昭和29年〉1月25日 - ）は、日本の政治家。京都府福知山市長（3期）、元京都府議会議員（3期）。

## 来歴
京都府立福知山高等学校卒業。1976年（昭和51年）3月、立命館大学法学部卒業。1980年（昭和55年）4月、裁判所職員に採用される。2005年（平成17年）12月31日、裁判所を退職。
2007年（平成19年）4月の京都府議会議員選挙に無所属で出馬し初当選。2011年（平成23年）と2015年（平成27年）の府議選は民主党の推薦を受けて当選した。
2016年（平成28年）5月15日、後援会「大橋一夫をはげます会」と政治団体「福知山市のあすを築く会」の役員会が開かれる。出席者から福知山市長選挙への出馬を望まれ決断。あくる5月16日に府議を辞職。
同年6月12日に行われた市長選挙に無所属で出馬。自由民主党と民進党の推薦を受けた現職の松山正治を破り初当選した。6月20日、市長就任。選挙の結果は以下のとおり。
※当日有権者数：63,114人 最終投票率：53.66%（前回比：-1.06pts）
| 候補者名 | 年齢 | 所属党派 | 新旧別 | 得票数   | 得票率 | 推薦・支持                 |
| -------- | ---- | -------- | ------ | -------- | ------ | -------------------------- |
| 大橋一夫 | 62   | 無所属   | 新     | 21,493票 | 64.24% |                            |
| 松山正治 | 78   | 無所属   | 現     | 11,962票 | 35.76% | （推薦）自由民主党・民進党 |

2020年6月14日の同選挙で再選。
※当日有権者数：62,917人 最終投票率：49.8%（前回比：-3.72pts）
| 候補者名 | 年齢 | 所属党派 | 新旧別 | 得票数   | 得票率 | 推薦・支持 |
| -------- | ---- | -------- | ------ | -------- | ------ | ---------- |
| 大橋一夫 | 66   | 無所属   | 現     | 13,754票 | 44.31% |            |
| 嵯峨賢次 | 65   | 無所属   | 新     | 7,230票  | 23.39% |            |
| 小滝真里 | 60   | 無所属   | 新     | 6,977票  | 22.47% |            |
| 奥井正美 | 66   | 無所属   | 新     | 3,076票  | 9.83%  |            |

2024年6月9日の同選挙に3選。※当日有権者数：61,054人 最終投票率：49.42%（前回比：-0.38pts）
開票結果は、当選 大橋一夫（70歳）無所属 現 12,415票（41.62%）、森山賢（31歳）無所属 新 10,042票（33.68%）、小瀧真里（64歳）無所属 新 7,370票（24.70%）だった。

## 人物
- 2020年（令和2年）2月11日、大橋が代表を務める後援団体「大橋一夫をはげます会」が2016～18年、市内の支援者が出席した宴会場での飲食を伴う催しで、参加費の一部を負担していたことが明らかとなった。同団体の政治資金収支報告書によると、毎年開く「世話人総集会」で2016～18年に計約154万円の参加費を集めたが、団体側の支出は総額約293万円で、3年間とも参加費を上回った。赤字分の約139万円は同団体が肩代わりした。新聞社は公職選挙法に抵触する可能性があると報道したが、これに対し大橋と団体の代理人弁護士は同法第199条の5を持ち出して対抗した。同条は「政治家や候補者の後援団体は、選挙区内にある者に対し、いかなる名義をもつてするを問わず、寄附をしてはならない」と定めるが、「設立目的により行う行事又は事業に関し寄附をする場合は、この限りでない」と例外規定を設けている。代理人弁護士は「世話人総集会は団体に不可欠な活動の一つで、それに密接して飲食が提供されている。『設立目的により行う行事または事業に関する場合』に当たり、法的に問題はない」と主張。一方、上脇博之教授は「事実上、市長の政治団体が市民を接待しており、公選法が禁じた寄付に該当し違法である」と指摘している[9]。